# Daniel Gouw
Daniel Gouw (* 23. Mai 1986) ist ein US-amerikanischer Badmintonspieler. 

## Karriere
Daniel Gouw wurde 2004 Junioren-Panamerikameister im Herrendoppel. 2008 siegte er in dieser Disziplin bei den Miami PanAm International, 2010 bei den Canterbury International. Bei den nationalen Titelkämpfen gewann er 2005, 2007, 2008 und 2009 Medaillen.

## Sportliche Erfolge
| Saison | Veranstaltung               | Disziplin    | Platz | Name                         |
| ------ | --------------------------- | ------------ | ----- | ---------------------------- |
| 2004   | Panamerikameisterschaft U19 | Herrendoppel | 1     | Brandon Taft / Daniel Gouw   |
| 2008   | Miami PanAm International   | Herrendoppel | 1     | Daniel Gouw / Chandra Kowi   |
| 2010   | Canterbury International    | Herrendoppel | 1     | Daniel Gouw / Arnold Setiadi |